# Кубок Першого каналу (хокей) 2014
Кубок Першого каналу 2014 — 47-й міжнародний хокейний турнір у Росії, проходив 18—21 грудня 2014 року в Сочі у рамках Єврохокейтуру. Матч Чехія — Швеція пройшов у Празі.

## Арени
| Чехія             |
| Прага             |
| «O₂ Арена»        |
| Місткість: 17 360 |
|                   |

| Росія             |
| Сочі              |
| «Большой»         |
| Місткість: 12 000 |
|                   |

## Таблиця
| М | Збірна    |   | І | В | ВО | ПО | П     | Ш | О |
| - | --------- | - | - | - | -- | -- | ----- | - | - |
| 1 | Росія     | 3 | 3 | 0 | 0  | 0  | 8-4   | 9 |   |
| 2 | Фінляндія | 3 | 0 | 2 | 0  | 1  | 6-6   | 4 |   |
| 3 | Швеція    | 3 | 1 | 0 | 1  | 1  | 10-10 | 4 |   |
| 4 | Чехія     | 3 | 0 | 0 | 1  | 2  | 8-12  | 1 |   |

М — підсумкове місце, І — матчі, В — перемоги, ВО — перемога по булітах (овертаймі), ПО — поразка по булітах (овертаймі), П — поразки, Ш — закинуті та пропущені шайби, О — очки

## Результати
| 18 грудня 2014 |

| Чехія                                                                                | 4–6      | Швеція |
| ------------------------------------------------------------------------------------ | -------- | --- |
| Ян Коварж — 13:04 Міхал Бірнер — 13:56 Роман Червенка — 23:26 Ондржей Немець — 35:21 | Протокол | 30:17 — Герслі 30:33 — Герслі 31:31 — Франссон 43:17 — Франссон 54:56 — Янмарк-Нюлен 54:56 — Янмарк-Нюлен 56:15 — Юнссон |

| «O₂ Арена» (Прага) Глядачів: 16 348 |

| 18 грудня 2014 |

| Росія                              | 2–0      | Фінляндія |
| ---------------------------------- | -------- | --------- |
| Медведєв — 19:04 Плотников — 59:43 | Протокол |           |

| «Большой» (Сочі) Глядачів: 12 000 |

| 20 грудня 2014 |

| Швеція                                 | 2–3      | Росія                                             |
| -------------------------------------- | -------- | ------------------------------------------------- |
| Джиммі Ерікссон — 24:06 Герслі — 28:14 | Протокол | 04:57 — Бєлов 38:10 — Ковальчук 43:11 — Ковальчук |

| «Большой» (Сочі) Глядачів: 10 100 |

| 20 грудня 2014 |

| Фінляндія                                                                       | 3–2 Б    | Чехія                                     |
| ------------------------------------------------------------------------------- | -------- | ----------------------------------------- |
| Самі Лепісто — 19:02 Сакарі Салмінен — 41:48 Йоонас Донськой — переможний буліт | Протокол | 23:42 — Лукаш Раділ 25:53 — Домінік Сімон |

| «Большой» (Сочі) Глядачів: 4 684 |

| 21 грудня 2014 |

| Росія                                              | 3–2      | Чехія                          |
| -------------------------------------------------- | -------- | ------------------------------ |
| Кутузов — 14:16 Григоренко — 19:30 Яковлєв — 24:21 | Протокол | 31:06 — Ян Коварж 47:38 — Грня |

| «Большой» (Сочі) Глядачів: 10 453 |

| 21 грудня 2014 |

| Фінляндія                                                                          | 3–2 Б    | Швеція                                 |
| ---------------------------------------------------------------------------------- | -------- | -------------------------------------- |
| Йоонас Донськой — 13:36 Сакарі Салмінен — 29:14 Сакарі Салмінен — переможний буліт | Протокол | 23:14 — Меллер 37:34 — Джиммі Ерікссон |

| «Большой» (Сочі) Глядачів: 3 641 |